# 列斯纳亚波利亚纳
列斯纳亚波利亚纳（羅馬化：Lesnaya Polyana）是俄罗斯雅罗斯拉夫尔州的市级镇，为该州雅罗斯拉夫尔区唯一的一座市级镇。地处雅罗斯拉夫尔州东部，靠近伏尔加河左岸，西侧和南侧毗邻区行政中心、州府雅罗斯拉夫尔市。连接首都莫斯科与北部港市阿尔汉格尔斯克的M8公路（霍尔莫戈雷公路）从该镇东侧经过。
该地2022年人口有2,635人；2010年人口2,974；2002年人口3,158；1989年人口3,312。